# (11739) Baton Rouge
(11739) Baton Rouge ist ein Asteroid des äußeren Hauptgürtels, der am 25. September 1998 von den US-amerikanischen Astronomen Walter R. Cooney, Jr. und Matthew Collier am Highland Road Park Observatorium (IAU-Code 747) in Baton Rouge im Bundesstaat Louisiana entdeckt wurde.
Der Asteroid wurde nach Baton Rouge, der Hauptstadt des US-Bundesstaates Louisiana, benannt.